# Бамлер, Рудольф
Бамлер Рудольф (1896 — 1972) — немецкий военный деятель, генерал-лейтенант (1943 год), впоследствии — сотрудник спецслужб ГДР.

## Биография
Уроженец города Остербурга. Поступил фанен-юнкером в 59-й полевой артиллерийский полк. 31 декабря 1914 года произведен в лейтенанты. Во время первой мировой войны за отличия награждён Железным крестом 1-го и 2-го класса. После демобилизации армии оставлен в рейхсвере, прошел подготовку офицера Генерального Штаба.
24 мая 1938 года возглавил отдел Абвер III, ведавший вопросами военной контрразведки, руководил развертыванием контрразведки в вермахте, созданием её подразделений и центрального аппарата. Как практически единственный настоящий нацист в Абвере и «личный представитель» Гиммлера и СС там, стремился наладить дружественные отношения с гестапо, что возможно, сыграло свою роль в его переводе в армию. 1 марта 1939 года назначен командиром 74-го артиллерийского полка.

### Вторая мировая война
С началом второй мировой войны 1 сентября 1939 года возглавил штаб VII военного округа, а 12 сентября возглавил штаб командующего войсками в Данциге — Западной Пруссии. С 25 ноября — начальник штаба XLVII армейского корпуса, а с 15 мая 1942 года по 30 апреля 1944 года — штаба армии Норвегия.
12 марта 1942 года награждён Золотым Германским крестом. 1 июня 1944 года назначен командиром 12-й пехотной дивизии 4-й армии группы армий «Центр». В том же месяце в ходе Белорусской наступательной операции в Могилевской области дивизия была разгромлена, а Бамлер 27 июня 1944 года взят в плен группой захвата во главе с командиром батальона 609-го стрелкового полка 139-й стрелковой дивизии 50-й армии 2-го Белорусского фронта, капитаном Фатиным.
Активно сотрудничал с советскими органами безопасности, участвовал в работе антифашистских организаций военнопленных.

### После войны
21 апреля 1950 года репатриирован в ГДР; возглавил полицейское училище в Глёвене, затем назначен на пост начальника военно-технического училища коменданта Эрфурта. В 1959 году переведён в Министерство государственной безопасности ГДР, 31 декабря 1963 года вышел в отставку.